# Dinotrema campense
Dinotrema campense är en stekelart som beskrevs av Vladimir Ivanovich Tobias 2007. Dinotrema campense ingår i släktet Dinotrema och familjen bracksteklar. Inga underarter finns listade i Catalogue of Life.